# Marcilly-sur-Seine
Marcilly-sur-Seine es una comuna francesa, situada en el departamento de Marne, en la región de Champaña-Ardenas en el noreste de Francia. 

## Geografía
Esta localidad se encuentra situada en las orillas del Sena y del Aube. Era un lugar por el que se transportaba madera. De ello es testigo el camino de sirga que comienza en Marcilly y que termina en Barberey. Por otro lado, estos caminos de sirga son muy valorados por los turistas dado que ofrecen un marco agradable para pasear. El pueblo cuenta con algunos comercios, incluidos una panadería y un café. Quedan vestigios de una pared del recinto de un castillo medieval, destruido como consecuencia de las dos grandes guerras mundiales.

## Demografía
| 592 | 560 | 635 | 697 | 703 | 650 |
| Para los censos de 1962 a 1999 la población legal corresponde a la población sin duplicidades (Fuente: INSEE [Consultar]) |     |     |     |     |     |